# Ballade à blanc
Pour plus de détails, voir Fiche technique et Distribution.
Ballade à blanc est un film français réalisé par Bertrand Gauthier et sorti en 1983.

## Synopsis
Jean étouffe dans le chantier naval de Toulon où il travaille depuis peu. En tant que Breton, il préfère l'air du large. Un jour il laisse tout tomber, et Simone, sa cousine qui l'héberge, ne peut le retenir.

## Fiche technique
- Réalisation : Bertrand Gauthier
- Scénario : Jean-Yves Gaillac, Bertrand Gauthier
- Production : 	Garance Films
- Musique : Pascale Geille, Martial Solal
- Montage : Jojo Roulet, Danielle Pelle[1]
- Durée : 90 minutes
- Date de sortie : 1er juin 1983

## Distribution
- Jean-Yves Dubois : Jean
- Pascale Geille : Pat Rubis
- Véronique Silver : Simone
- Roland Bertin : Rouvion
- Richard Bohringer : Jean-Paul / Riquita
- Didier Flamand : Maurice Talmain
- Norbert Letheule : le manager de Pat Rubis
- Maud Rayer : la secrétaire de Talmain
- Gilles Janeyrand : le motard